# كرة القدم في الإمارات العربية المتحدة
كرة القدم هي رياضة تمارس في دولة الإمارات العربية المتحدة، الإمارات لديها فرق ولاعبين على مستوى النادي وعلى المستوى الدولي.

## محلي

### الدوري
تأسس الاتحاد الإماراتي لكرة القدم (UAEFA)، هو الهيئة الإدارية للرياضة في الإمارات، في أواخر عام 1971، وأنتسب إلى الاتحاد الدولي (الفيفا) في عام 1974. ويضم الدوري الإماراتي، الدوري الإماراتي للمحترفين وهو القسم الأول، ودوري الدرجة الأولى وهو القسم الثاني، وتأسس دوري الدرجة الثانية في عام 2019 ليكون بمثابة القسم الثالث.

### الكأس
كانت المنافسة سابقاً تضم 6 بطولات، ولكن قُلصت إلى 3 بطولات، ومنها بطولة كأس الأمير، التي تسمى الآن كأس رئيس الدولة، والتي بدأت في نفس وقت بدء الدوري وتأسست كمسابقة سنوية منذ 1978-1979. وبطولة كأس رابطة المحترفين، وكأس السوبر الإماراتي، وهي مباراة واحدة بين الفائزين بالدوري والفائزين بكأس رئيس الدولة، والمسابقات السابقة التي ألغيت، هي كأس الاتحاد، وكأس نائب الرئيس.

## دولي
ظهر المنتخب الإماراتي لكرة القدم، الملقب بالأبيض، لأول مرة عام 1972.

### كأس آسيا

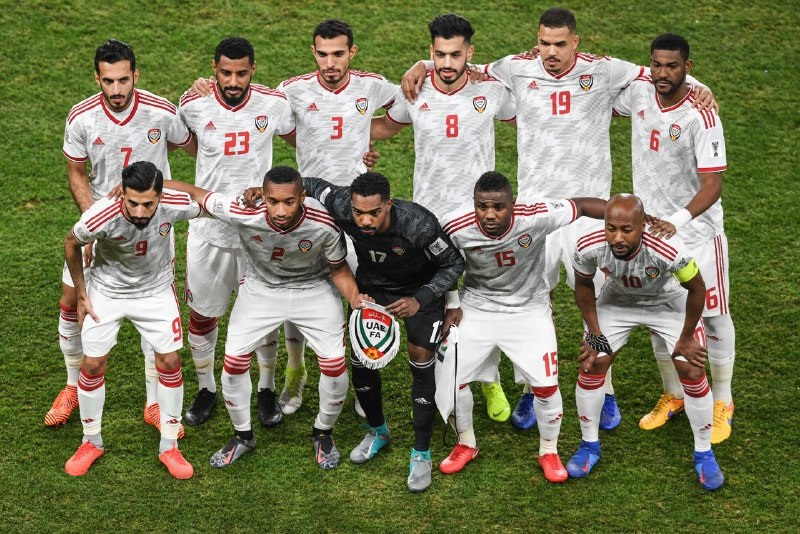
منتخب الإمارات لكرة القدم (2019)

ظهر الأبيض لأول مرة في نهائيات كأس آسيا عام 1980 عندما خرج من الدور الأول، تبع ذلك خروجان آخران من الجولة الأولى قبل أن يحتل الفريق المركز الرابع في عام 1992، وفي عام 1996 تصدر الإمارات مجموعته بصفته الدولة المضيفة، ثم فاز الفريق في المباريات ضد العراق والكويت ليخوض مباراة نهائية ضد السعودية، التي انتهت المباراة بالتعادل 0-0 لكن المنتخب الإماراتي خسر بركلات الترجيح.
في عام 2015، أحتل الفريق المركز الثاني في مجموعته وتقدم إلى مرحلة خروج المغلوب لأول مرة منذ عام 1996، وأطاح بحامل القب، اليابان في ربع النهائي قبل أن يخسر المنتخب في نصف النهائي أمام أستراليا، ثم فاز على العراق في مباراة تحديد المركز الثالث.
استضافت الإمارات كأس آسيا للمرة الثانية في عام 2019، وبدأ المنتخب الإماراتي في مرحلة المجموعات باحتلال المركز الأول مباشرة متغلباً على تايلاند والبحرين، وتغلب على قيرغيزستان في الوقت الإضافي، وأطاح بحامل اللقب، أستراليا، في ربع النهائي مرتين على التوالي، ولكن خسر المباراة في نصف النهائي أمام قطر، وهي المرة الثانية على التوالي التي يخسر فيها المنتخب في نصف النهائي.

### كأس العالم
تأهل منتخب الإمارات لكأس العالم مرة واحدة فقط، وظهر في بطولة 1990 في المجموعة الرابعة إلى جانب الفرق الأوروبية ألمانيا الغربية ويوغوسلافيا وكولومبيا، خسر الفريق جميع المباريات الثلاث، 2-0 أمام كولومبيا، 5-1 أمام ألمانيا الغربية و4-1 أمام يوغوسلافيا.

### الاتحاد العربي
الاتحاد الإماراتي عضو من أعضاء الاتحاد العربي لكرة القدم (UAFA) ويشارك في جميع المنافسات والمسابقات، وفي هذه المنافسة ربح المنتخب كأسين دوليين، الأول هو كأس الخليج العربي 18 الذي استضافته وفاز به، والثاني هو كأس الخليج العربي 21 الذي أقيم في البحرين.

### النادي
تتنافس الأندية الإماراتية في دوري أبطال آسيا، وأن نادي العين الفريق الإماراتي الوحيد الذي فاز بالبطولة في موسم 2002-2003، متغلبًا على التايلاندي نادي بوليس تيرو بنتيجة 2-1 في مجموع المباراتين، وصل النادي للنهائي مرة أخرى في 2005 لكنه خسر أمام نادي الاتحاد السعودي، وبعد عشر سنوات في عام 2015، أصبح نادي شباب الأهلي ثاني نادٍ إماراتي يصل إلى النهائي، ولكن خسر 0-1 في مجموع المباراتين أمام نادي غوانزو، وبعد ذلك بعام وصل نادي العين إلى النهائي للمرة الثالثة في عام 2016، ولكن خسر أمام جونبك هيونداي موتورز بنتيجة 2-3 في مجموع المباراتين.
فازت الأندية الإماراتية بكأس الخليج للأندية، وهي بطولة للأندية العربية من دول الخليج العربي، في ثماني مناسبات - نادي الشباب في 1992 و2011 و2015، والعين في عام 2001، والجزيرة في عام 2007، والوصل عام 2010، بني ياس عام 2013 والنصر عام 2014.

## الاستثمار
في أغسطس 2008، اشترت مجموعة أبو ظبي المتحدة نادي مانشستر سيتي الإنجليزي، وعينت منصور بن زايد آل نهيان مالكًا وخلدون المبارك رئيسًا، ومع ثروة الأسرة الحاكمة لإمارة أبوظبي، أصبح النادي فعليًا الأغنى في العالم.